# Radovan Lukman
Radovan Lukman, slovenski policist, vojak, polkovnik SV *, 1959.

## Odlikovanja in nagrade
Leta 1994 je prejel častni znak svobode Republike Slovenije z naslednjo utemeljitvijo: »za izjemne zasluge pri obrambi svobode in uveljavljanju suverenosti Republike Slovenije«.